# Файзиев, Даврон (журналист)
Давро́н Файзи́ев (узб. Davron Fayziyev; 1983 год, Ташкент, Узбекская ССР, СССР) — узбекистанский спортивный журналист и комментатор, телеведущий. В настоящее время работает футбольным комментатором на информационно-спортивном телеканале «Uzreport TV», и на футбольном телеканале «Futbol TV». Является одним из лучших футбольных комментаторов Узбекистана. Несколько раз получал высокий рейтинг по итогам опросов, проводимых спортивными СМИ.
С июля 2019 года, Даврон Файзиев также является директором департамента прессы и медиа Футбольной ассоциации Узбекистана.
Даврон Файзиев родился 1983 году в городе Ташкент. Является выпускником факультета журналистики Национального университета Узбекистана в Ташкенте. Работает в телевидении с 2001 года. Много лет работал ведущим информационной программы Davr и многих авторских программ на телеканале «Yoshlar». До марта 2016 года работал на государственном спортивном телеканале «Sport» и комментировал соревнования и матчи по различным видам спорта, прежде всего и в основном футбола, а также бокса, Формулы-1 и др. Также на этом телеканале вёл передачи посвященные футболу Европы, Азии и Узбекистана. Комментировал церемонию открытия а также трансляции Летних Олимпийских Игр 2012 года в Лондоне. В период работы на телеканале «Sport» считался основным комментатором матчей с участием национальной сборной Узбекистана по футболу. Одним из первых среди узбекских комментаторов организовал обсуждения перед матчем и после матча в прямом эфире. Отличительной чертой Файзиева как комментатора и ведущего считается глубокий анализ, объективность и владение иностранными языками. Кроме родного узбекского языка, в совершенстве владеет русским и английским языками. Является обладателем государственной премии «Узбекистон белгиси». Голос Даврона Файзиева можно услышать во многих документальных и художественных фильмах. Часто приглашается на различные ТВ и радио шоу в качестве спортивного эксперта, ведёт массовые мероприятия и мастер-классы, снимается в рекламных и социальных роликах. В марте 2016 года начал работать на информационно-спортивном телеканале «Uzreport TV», а с 2017 года параллельно на футбольном телеканале «Futbol TV», где комментирует футбольные матчи Лиги чемпионов УЕФА, английской Премьер-лиги, испанской Ла Лиги, а также Чемпионата Европы 2016 и Чемпионата мира 2018.
Даврон Файзиев стал первым в истории узбекского телевидения комментатором который вёл прямой репортаж находясь неспосредственно на стадионе в таком крупном футбольном событии как Финал Лиги чемпионов УЕФА 2017 — 3 июня 2017 года Файзиев комментировал финальный матч Лиги Чемпионов УЕФА между командами Ювентус и Реал Мадрид, с комментаторской кабинки на стадионе «Миллениум» в городе Кардифф для телеканала «Uzreport TV».
Файзиев является официальным представителем СМИ Узбекистана, имеющим право голоса в опросе лучших футболистов и тренеров мира по версии ФИФА. При определении лауреатов The Best ФИФА учитывает голоса главных тренеров, капитанов команд мировых сборных и одного авторитетного спортивного журналиста из каждой страны.
Даврон Файзиев активно ведёт блоги в социальных сетях. В мессенджере Telegram его канал считается самым попурярным среди спортивных деятелей. Канал t.me/Davron_Fayziev занимает лидирующие позиции среди авторских каналов по количеству подписчиков и читабельности постов.